# پیترو کاپینی
پیترو کاپینی (ایتالیایی: Pietro Chiappini; زاده ۲۷ ژوئن ۱۹۱۵ – درگذشته ۱۴ ژانویهٔ ۱۹۸۸) دوچرخه‌سوار اهل ایتالیا بود.